# Étang de Batejin
L'étang de Batejin (prononcer « -jein » à la française, et non pas « -djinn ») est une étendue d'eau douce située à l'arrière dune du littoral girondin, sur la commune de Lacanau, dans la région Nouvelle-Aquitaine dans les Landes du Médoc.
D'une superficie de 10 ha, il fait partie du chapelet de lacs disposés selon un axe nord-sud parallèle au rivage atlantique. Par le canal des Étangs de très faible déclivité et des réseaux de crastes il communique six cent mètres au nord avec l'étang de Lacanau — un des grands lacs landais — et au sud avec le bassin d'Arcachon.

## Topographie
En 2011 l'altitude de l'étang est mesuré à 13 m NGF. Il est entouré d'une vaste zone marécageuse qui occupe la lède de Batejin (dépression inter dunaire). Ce marais est contiguë à l'étang de Lacanau et traversé et drainé par le canal des Étangs et plusieurs fossés ou crastes ; son l'altitude s'élève à 13,5 m NGF.
En 1878, après le creusement du canal et autres travaux de dessèchement, sa superficie est estimée à 20 hectares, contre seulement 10 hectares en 1968

## Écologie
Les berges de l'étang accueillent des flores protégées caractéristiques de substrats tourbeux ou  para-tourbeux (Caropsis verticillatoinundata,  Eriophorum  angustifolium, Rhynchospora fusca, etc.). Subsistent au milieu de la pinède des landes humides et des prairies à molinie. 
L'étang est fréquenté par les loutres et par une population assez abondante de cistudes. Le papillon fadet des laîches est présent dans les zones humides.
Cet étang, ceux de Batourtot, de Lède basse, de Joncru et de Langouarde sont parfois regroupés sous le noms d'« étangs du Porge ». Avec le canal des Étangs qui les relie hydrauliquement, ils sont inscrits en 1967 à l'inventaire des sites pittoresques du département de la Gironde et inclus dans une Zone nationale d'intérêt écologique, faunistique et floristique (ZNIEFF).

## Divers
- L'écrivain et journaliste Edmond About mentionne l'étang et raconte les efforts d'assèchement de ces zones humides par le creusement de canaux et de fossés dans son ouvrage Maître Pierre (1858)[6].